# Unione del Gerundo
L'Unione del Gerundo è stata una unione di comuni nata dall'accordo tra cinque comuni italiani della provincia di Cremona.
L'Unione nacque nel 2003 tra i comuni di Castelleone, Formigara, Madignano e Moscazzano. Di seguito entrerà a farne parte il comune di Montodine.
I cinque comuni non erano contigui fra di loro e l'unione aveva superficie di 88 km², per una popolazione di circa 16.500 abitanti.
L'Unione del Gerundo era un ente pubblico territoriale dotato di personalità giuridica e governato da un presidente, da una giunta costituita da tutti i sindaci dei comuni aderenti e da un consiglio composto da una rappresentanza dei consigli comunali e dai sindaci stessi.
Nel corso del 2012 i singoli consigli comunali dei comuni interessati deliberavano lo scioglimento dell'unione che, di fatto, è cessata il 31 dicembre di quell'anno.

## Scopo
Come da statuto, lo scopo della sua costituzione era quello di migliorare la qualità dei servizi erogati e di ottimizzare le risorse economico-finanziarie, umane e strumentali.